# Banda Casseta & Planeta
Banda Casseta & Planeta foi um conjunto musical formado pelos integrantes dos grupos de humor Casseta Popular e O Planeta Diário.
Em 1984, a turma da Casseta Popular apresentou seu primeiro espetáculo musical, Casseta in Concert: Coral Coro de Pica, no restaurante Manga Rosa, no Rio de Janeiro. Bussunda, o astro natural do show, afirmou sua posição de personagem cult da noite carioca, e Casseta in Concert se tornaria o embrião dos shows do Casseta & Planeta.
Em 1988, na sequência da frutífera colaboração jornalística/humorística entre a Casseta e o Planeta, pela primeira vez os dois grupos somaram seus talentos nos palcos. O show Eu vou tirar você deste lugar, lançado no Jazzmania, misturava piadas com músicas de composição própria (exceto Garota de Ipanema). Este foi o único show do grupo a ter sido lançado em videocassete: apesar da qualidade amadora das imagens, a Globo Vídeo bancou o lançamento.
No ano seguinte, o conjunto adotou o nome Casseta & Planeta e lançou o disco Preto com um Buraco no Meio. A banda atingiu sucesso nacional com a faixa "Mãe é Mãe", uma paródia das apresentações de Tim Maia. Sobre o show de lançamento, disse Milton Abirached, do jornal O Globo: "A banda continua, entre outras coisas, a debochar de frases, expressões e comportamentos de uma certa juventude lenta, que não sabe se é hippie ou yuppie."
Depois desse grande estouro, a atuação da banda tem sido irregular. O disco seguinte, Para Comer Alguém, foi lançado por uma gravadora pequena e teve divulgação muito modesta, apesar do grande sucesso do programa Casseta & Planeta, Urgente! na televisão.
Os shows continuaram sendo feitos em produções renovadas, como A Noite dos Leopoldos (1992) e Casseta & Planeta Unfucked (1996), que lotaram casas de shows no Rio e em São Paulo. Porém, com o trabalho crescente na televisão, os shows cessaram no fim da década de 1990. Um último disco, The Bost of Casseta & Planeta, reuniu as principais faixas dos anteriores e algumas inéditas, e contou com a também participante do Casseta & Planeta na época , Maria Paula Fidalgo Suplicy. Desde então, a volta da banda Casseta & Planeta tem sido frequentemente especulada.

## Discografia
- Preto com um Buraco no Meio - (WEA, 1989);
- Para Comer Alguém (Velas, 1994);
- The Bost of Casseta & Planeta (Som Livre, 2000).

## Vídeo
- Casseta Popular & Planeta Diário Em Concerto (Globo Vídeo, 1988)